# Rose Byrne
Rose Byrne, född 24 juli 1979 i Balmain i Sydney, är en australisk skådespelare av skotsk-irländsk härkomst. Hon har bland annat haft roller i filmerna Troja, Marie Antoinette och Insidious. 
2007–2012 spelade hon rollen som Ellen Parsons i dramaserien Damages.

## Filmografi i urval
- 1994 – Dallas Doll
- 1999 – Two Hands
- 2000 – My Mother Frank
- 2000 – The Goddess of 1967
- 2002 – Star Wars: Episod II - Klonerna anfaller
- 2002 – City of Ghosts
- 2003 – I Capture the Castle
- 2003 – The Night We Called It a Day
- 2003 – Take Away
- 2004 – Troja
- 2004 – Wicker Park
- 2005 – The Tenants
- 2006 – Marie Antoinette
- 2006 – The Dead Girl
- 2007 – Sunshine
- 2007 – 28 veckor senare
- 2008 – Just Buried
- 2008 – The Tender Hook
- 2009 – Knowing
- 2009 – Adam
- 2010 – Get Him to the Greek
- 2010 – Insidious
- 2011 – Bridesmaids
- 2011 – X-Men: First Class
- 2012 – The Place Beyond the Pines
- 2013 – I Give It a Year
- 2013 – The Internship
- 2013 – Insidious: Chapter 2
- 2014 – Neighbors
- 2014 – This Is Where I Leave You
- 2014 – Annie
- 2015 – Spy
- 2016 – X-Men: Apocalypse
- 2018 – Juliet, Naked
- 2018 – Pelle Kanin
- 2020 – Like a Boss
- 2020 – Pelle Kanin 2 – På rymmen
- 2020 – Mrs. America
- 2023 – Teenage Mutant Ninja Turtles: Mutant Mayhem
- 2023 – Ezra
- 2023 – Platonic (TV-serie)
- 2025 – If I Had Legs I'd Kick You (även exekutiv producent)
- 2025 – Tow (även producent)